# Sankt Lorenzen im Mürztal
Sankt Lorenzen im Mürztal é um município da Áustria, situado no distrito de Bruck-Mürzzuschlag, no estado da Estíria. Tem 38,05 km² de área e sua população em 2019 foi estimada em 3.610 habitantes.